# Soc un cíborg
Soc un cíborg (títol original en coreà: 싸이보그지만 괜찮아, Saibogujiman kwenchana) és una pel·lícula produïda l'any 2006 de Corea del Sud dirigida per Park Chan-wook. Fou subtitulada al català. El 2007 guanyà el premi al millor guió del Festival Cinems Fantàstic de Sitges i el premi Alfred Bauer a la secció oficial de llargmetratges del Festival de Cinema de Berlín. És la primera pel·lícula coreana en utilitzar la càmera Viper FilmStream Camera.

## Sinopsi
Young Goon és ingressada a l'hospital psiquiàtric perquè està convençuda que és un cíborg amb tendències assassines. Allà coneixerà un grup especial de persones, entre les quals es troba Il Sun, un noi amagat darrere d'una màscara que creu que roba les qualitats dels altres. Entre ells sorgeix una relació tendra.

## Crítiques
Rebé una puntuació d'un 91% a Rotten Tomatoes, basada en 11 ressenyes. Tarun Shanker, escrivint per a Asian Cinema Drifter, li donà la pel·lícula una B+. Descriví la pel·lícula com a "en part Algú va volar sobre el niu del cucut, en part Amelie" i criticà positivament la seua "exuberància pura cinemàtica, el seu humor extravagant, [i] els personatges excessivament agradables". Tarun trau la hipòtesi per a explicar el relatiu escàs èxit en taquilla assenyalant com a possible causa la mescla de gèneres: "La pel·lícula té un ritme més lent que les pel·lícules anteriors del mateix director i mostra un to híbrid impactant que és massa bufó per a ser com les pel·lícules obscures de venjança i alhora és massa obscur i estrany per a ser una pel·lícula bufona de cites romàntiques. Alguns espectadors poden trobar-ho una mescla massa discordant." De fet, Chris Tilly d'IGN condemnà la pel·lícula partint de la mateixa observació descriptiva: "Les escenes viren violentament des de la comèdia a la violència i a la tragèdia divertint i deixant bocabadats en la mateixa mesura.... El resultat és un desastre confós de pel·lícula a la que li falta una meravellosament aguda estructura i cohesió presents a les obres prèvies."